# Hertogdom Sagan
Het hertogdom Sagan lag rond de gelijknamige plaats Sagan aan de bovenloop van de Bober en de Neisse in Bohemen. Sagan was een van de hertogdommen van Silezië, die zijn ontstaan uit de splitsing van het hertogdom Silezië. Het hertogdom Sagan, met als hoofdstad Sagan (nu het Poolse Żagań), ontstond na de verdeling van het oude hertogdom Glogau in 1273 en bestond tot 1304 zelfstandig; ook tussen 1322 tot 1394 en van 1413 tot 1472 was het hertogdom zelfstandig onder de suzereiniteit van de koningen van Bohemen.
Het hertogdom was in de 15e en 16e eeuw lange tijd een van de bezittingen van de hertog van Saksen. Het was een leen van de Duitse keizer. Na de Capitulatie van Wittenberg in 1547 ging het bezit van de Ernestijnse linie over op de Albertijnse linie van het huis Saksen. Zowel de keurvorsten van Brandenburg, later als koningen van Pruisen en ook de koning van Bohemen, een van de bezittende titels van de Habsburgers die meestal de Duitse keizertroon bezetten, beschouwden het leen als vorstendom en niet als hertogdom.
In 1465 hadden de broers Ernst en Albrecht van Saksen hun vader samen opgevolgd in het keurvorstendom Saksen. Toen hun oom Willem III van Saksen in 1482 overleed en Thüringen bij het keurvorstendom werd gevoegd, besloot Ernst om Saksen tussen hem en zijn broer te verdelen. Als oudere broer kreeg Ernst de gebieden rond Wittenberg en de daarmee verbonden keurvorstelijke waardigheid. Albrecht koos zijn deel uit de overgebleven gebieden, waarmee het nieuwe Albertijnse hertogdom Saksen ontstond.
Albrecht richtte een eigen raad op en vaardigde nieuwe rechtsregels uit voor zijn nieuw hertogdom. Ook werd een aparte Statenvergadering opgericht, waardoor het land niet alleen tussen de twee Saksische heersers werd opgesplitst maar ook bestuurlijk autonoom werd. Het bestuur over de heerlijkheden in de Lausitz en het hertogdom Sagan werd gedeeld en ook de inkomsten uit de mijnbouw in de Schneeberg bleven gezamenlijke inkomsten van de Saksische heersers.
Over de verdeling van verschillende gebieden en rechten bleef lang onenigheid bestaan. Over het precieze verloop van de grens moesten de twee broers al in 1486 laten bemiddelen. De deling veroorzaakte een tegenstelling tussen de twee linies die tot aan het einde van de zestiende eeuw bleef bestaan.
Van 1627-1634 was Sagan een van de vele bezittingen van Wallenstein. In 1646 kwam het hertogdom in het bezit van Prins Lobkowitz. In 1742 viel het, net als het merendeel van Silezië, in handen van Frederik II van Pruisen.
In 1785 kocht Peter Biron, de hertog van Koerland, het hertogdom. Zijn oudste dochter, prinses Wilhelmine, erfde het gebied in 1800. Het hertogdom werd in 1839 door haar jongere zuster Maria Louise Pauline, geboren prinses van Hohenzollern-Hechingen, geërfd. In 1844 werd de jongste van de dochters, Dorothea von Biron, door haar huwelijk ook hertogin van Talleyrand-Périgord, erfgename. In 1862 werd haar zoon Lodewijk Napoleon, een pair van Frankrijk, eigenaar van het hertogdom als hertog van Sagan en Valençay.
Het vorstendom had stemrecht op de Silezische Landdag en toen het een deel van Pruisen was, had de hertog als prins van Sagan zitting in het Pruisische Hogerhuis.
De kern van het hertogdom was 1211 vierkante kilometer groot en had in negentienhonderd 65.000 inwoners. Het gebied werd na de hervormingen in 1813 tot het Pruisisch-Silezische graafschap Sagan gerekend dat tot 1932 als administratieve eenheid bleef bestaan. Toen werd het opgeheven en verdeeld over drie aangrenzende provincies.